# Vincenzo Catena

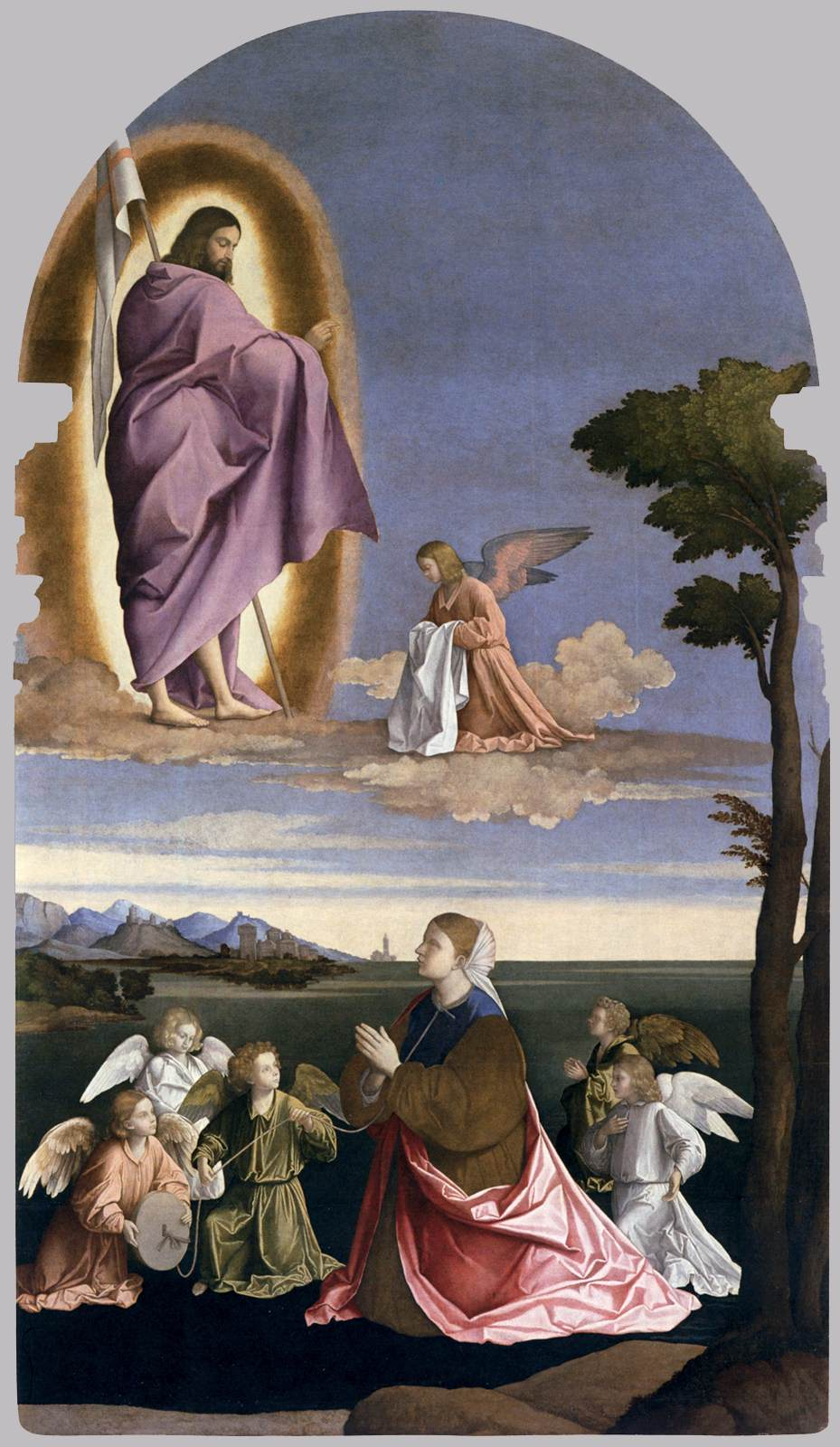
Retablo de Santa Cristina

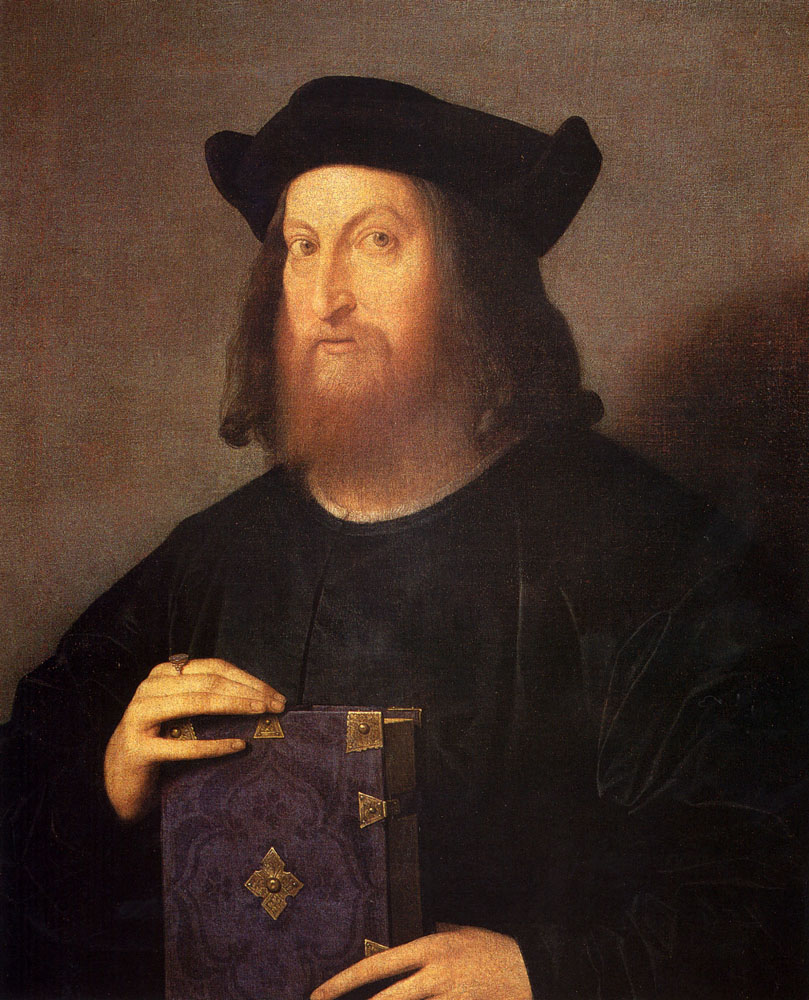
Retrato de Giangiorgio Trissino, Museo del Louvre.

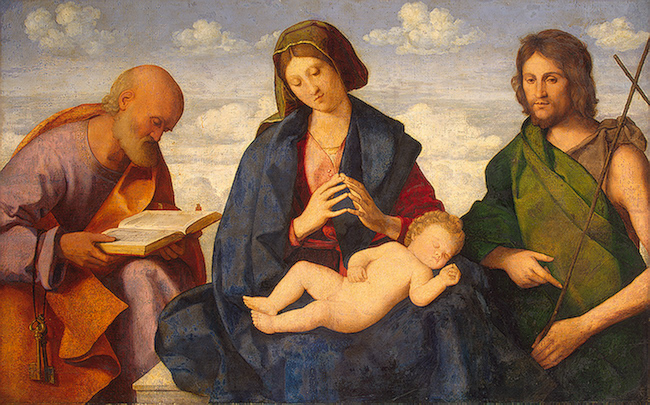
Virgen con el Niño, San Juan Bautista y San Pedro, Museo del Hermitage.

Vincenzo di Biagio Catena (Venecia, 1470/1480-Venecia, septiembre de 1531), pintor italiano activo durante el Renacimiento.

## Biografía
Formado en la escuela de Giovanni Bellini, su estilo supone una prolongación del practicado por el maestro, matizado por la latente influencia quatrocentista de Alvise Vivarini. Catena solo hizo alguna concesión puntual a influencias de otros artistas más avanzados como Tiziano, Palma el Viejo y Pordenone. Esta misma postura fue adoptada por otros pintores bellinianos de su época, como Pietro degli Ingannati, Pietro Duia, Francesco Bissolo, Vittore Belliniano o el anónimo Maestro de la Incredulidad de Santo Tomás. Catena y Marco Basaiti, cuya obra a veces se confunde, serían los pintores de más alta calidad entre este grupo de artistas arcaizantes.
Parece que hacia 1520 Catena realizó un viaje a Roma, como se evidencia en las obras que realizó con posterioridad, que revelan la influencia de la obra de Rafael. Igualmente podremos observar la influencia del Giorgione, con quien tal vez colaborara. Ambos artistas frecuentaron los ambientes intelectuales venecianos, donde destacaban figuras como Pietro Bembo o Marcantonio Michiel. Catena se convirtió a la muerte del de Castelfranco en adalid del poético estilo de este, aun cuando a finales de su carrera esta forma de pintar ya fuera en sí arcaica, desplazada por las nuevas maneras de Tiziano o Palma.
La obra de Catena se reduce a los temas religiosos y diversos retratos masculinos, cuya calidad Giorgio Vasari supo apreciar.

## Obras destacadas
- Virgen con el Niño y santos (1501-04, Museum of Fine Arts, Budapest)
- Sagrada Conversación con donante (1504, Museo del Hermitage, San Petersburgo)
- Retrato de muchacho (c. 1505-10, National Gallery, Londres)
- Virgen con el Niño entre los santos Pedro y Elena (1505-10, Gemäldegalerie Alte Meister, Dresde)
- Virgen con el Niño y santos adorada por el dogo Leonardo Loredan (1506, Museo Correr, Venecia)
- Retrato de Giambattista Memmo (1510, Lowe Art Museum)
- Retrato de Niccolo Fabri (1510, Columbia Art Museum)
- Retrato de muchacha como María Magdalena (c. 1511-12, Gemäldegalerie, Berlín)
- Virgen con el Niño, San Juan Bautista y San Pedro (1512, Museo del Hermitage, San Petersburgo)
- Cristo entregando las llaves a san Pedro, h. 1517-1521. Museo del Prado, Madrid. Otra versión, con fondo de paisaje, se conserva en el Museo Isabella Stewart Gardner de Boston.
- Sagrada Familia con San Juan Bautista (1518, Bob Jones University Museum, Greenville)
- Sagrada Familia con Santa Ana (1520, San Diego Museum of Art)
- Adoración de los Pastores (c. 1520, Metropolitan Museum, NY)
- Retrato de hombre con libro (c. 1520, Kunsthistorisches Museum, Viena)
- Cristo y la samaritana (1520, Columbia Museum of Art)
- Retrato de dama (1520, El Paso Museum of Art)
- Retablo de Santa Cristina (1520, Santa Maria Mater Domini, Venecia)
- Sagrada Familia adorada por un caballero (National Gallery, Londres)
- Cena de Emaús (1525, Palazzo Pitti, Florencia)
- Retrato de un senador veneciano (1525, Metropolitan Museum, NY)
- Descanso en la huida a Egipto (1525, National Gallery of Canada, Ottawa)
- Virgen con el Niño con San José y San Juan Bautista (1525, Museum of Fine Arts, Houston)
- Retrato de Giangiorgio Trissino (1525-27, Museo del Louvre, París)
- Salomé con la cabeza del Bautista (c. 1520-29, The Royal Collection, Londres)
- Cristo portando la Cruz (c. 1520-30, Liechtenstein Museum, Viena)
- Judith con la cabeza de Holofernes (c. 1520-30, Fondazione Querini Stampalia, Venecia)